# Kościół św. Marcina Biskupa w Tarnowie Opolskim
Kościół św. Michała Archanioła – rzymskokatolicki kościół parafialny w Tarnowie Opolskim. Świątynia należy do parafii św. Marcina Biskupa w Tarnowie Opolskim w dekanacie Kamień Śląski, diecezji opolskiej. Dnia 15 stycznia 1973 roku, pod numerem 1989/73, kościół został wpisany do rejestru zabytków województwa opolskiego.

## Historia kościoła
Pierwsze wzmianki o kościele pochodzą z rejestru świętopietrza w archiprezbiteracie strzeleckim z 1447 roku. W 1651 roku został on spalony przez wojska szwedzkie, odbudowany w stylu gotyckim. Obecny kościół zbudowano w latach 1913–1916 z zachowaniem części poprzedniego (zachowane zostało prezbiterium). Konsekrowany został 16 maja 1916 roku przez biskupa pomocniczego Karola Augustyna z diecezji wrocławskiej.